# Ermita de Santo Tomé (Plasencia)

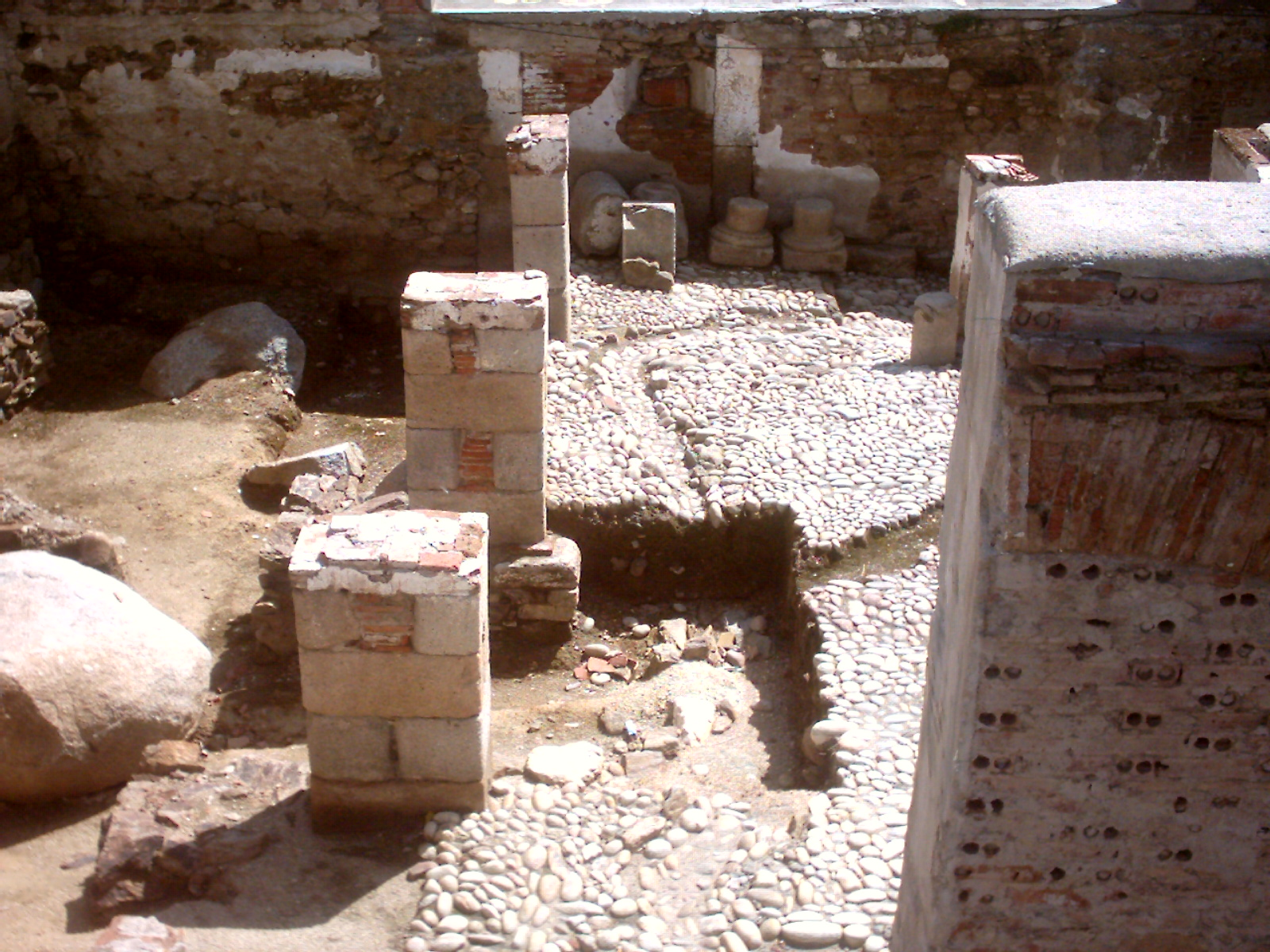
Interior

La ermita de Santo Tomé en la ciudad de Plasencia fue una antigua edificación religiosa dedicada a Santo Tomás de la cual sólo nos han llegado unos restos arqueológicos, entre los que destacan la propia ermita, los restos de la mezquita mayor de Plasencia, una necrópolis anterior a la fundación de la ciudad por Alfonso VIII y parte de los batanes y tenerías que aprovechaban la cercanía del río Jerte. 
Está situada junto al puente de Trujillo y fuera de las murallas de la ciudad, muy cercana a la Puerta de Trujillo y ermita de la Salud. 
Se trata de una edificación cuadrangular que se asienta sobre lo que fue la mezquita mayor de la ciudad de Plasencia, en el conocido como barrio del Toledillo, puesto que en este arrabal se asentaba la comunidad morisca que fue expulsada de Toledo y buscó refugio en Plasencia. 

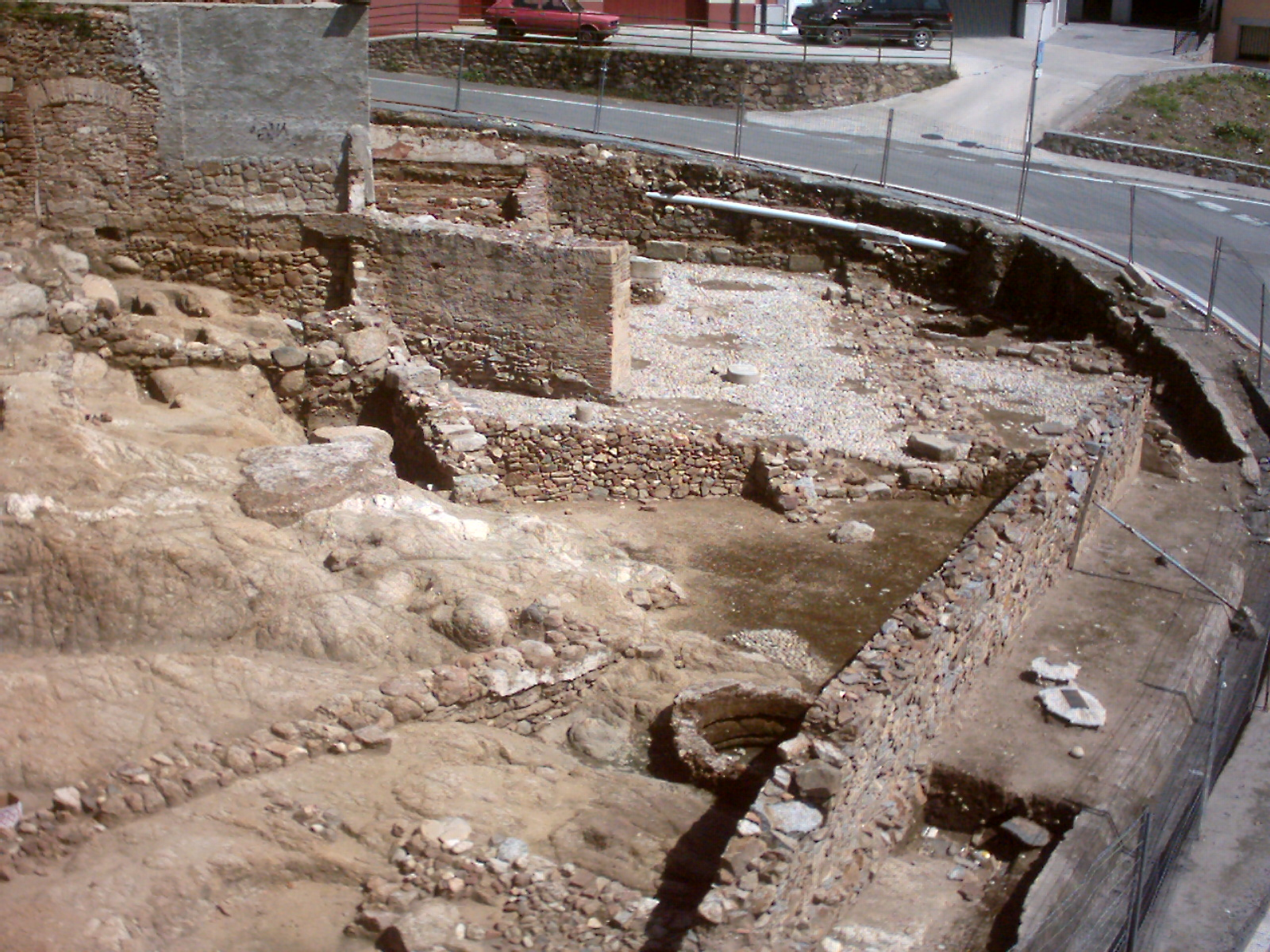
Restos de la mezquita

De la primitiva mezquita aún puede observarse con claridad la Qibla y la primitiva fuente para las abluciones.
Una vez que la comunidad morisca fue expulsada de España la mezquita pasó a manos cristianas y fue convertida en ermita. Con posterioridad cayó en desuso y acabó convirtiéndose en nave con fines industriales. Durante los primeros años del presente siglo el Ayuntamiento de Plasencia, con ayudas de la Unión Europea compró el edificio y llevó a cabo las excavaciones arqueológicas que han servido para poner en valor el edificio y rescatar numeroso material cerámico y monedas de la época de Pedro I de Castilla, que se encuentran en el museo provincial.